# Ruchba
Ruchba (Delta Cassiopeiae, δ Cas) – gwiazda w gwiazdozbiorze Kasjopei, odległa od Słońca o około 95 lat świetlnych.

## Nazwa
Nazwa własna tej gwiazdy pochodzi od arabskiego ‏ركبة‎ rukbah i oznacza „kolano” (Kasjopei). Gwiazda ma także inną nazwę Ksora, która pojawia się w atlasie Bečvářa. Międzynarodowa Unia Astronomiczna w 2016 roku formalnie zatwierdziła użycie nazwy Ruchbah dla określenia tej gwiazdy.

## Charakterystyka obserwacyjna
Jest to czwarta co do jasności gwiazda w konstelacji, stanowiąca część charakterystycznego kształtu przypominającego łacińską literę W. Na północ od równoleżnika 35° N (w całej Europie) Kasjopea to gwiazdozbiór okołobiegunowy i Delta Cassiopeiae nigdy nie zachodzi za horyzont.

## Charakterystyka fizyczna
Ruchba jest podolbrzymem należącym do typu widmowego A5. Ma temperaturę 8400 K i jasność 63 razy większą od Słońca. Jej promień jest prawie czterokrotnie większy od słonecznego. Masa gwiazdy to 2,5 masy Słońca, ma ona około 600 milionów lat i za około 10 milionów lat stanie się większym, pomarańczowym olbrzymem.
Jest to gwiazda zmienna zaćmieniowa – gwiazda podwójna, której słabszy składnik częściowo zaćmiewa blask jaśniejszego, przechodząc przed fragmentem jego tarczy. Obserwowany okres zmienności to zarazem okres obiegu składników wokół środka masy, jest on równy 759 dni. Obserwowana wielkość gwiazdowa zmienia się od 2,68 do 2,76m.
Odległa o 110,1″ (w 2012 r.) gwiazda dwunastej wielkości gwiazdowej nie jest związana z tym układem, gdyż wykazuje inny ruch własny.